# Mandevilla subcarnosa
Mandevilla subcarnosa är en oleanderväxtart som först beskrevs av George Bentham, och fick sitt nu gällande namn av R. E. Woodson. Mandevilla subcarnosa ingår i släktet Mandevilla och familjen oleanderväxter. Utöver nominatformen finns också underarten M. s. angustata.